# Claudio Graf
Claudio Fernando Graf (né le 31 janvier 1976 à Bahía Blanca) est un footballeur argentin. Il joue au poste d'attaquant.

## Biographie
Au cours de sa carrière, Claudio Graf joue dans de nombreux clubs : le Club Atlético Banfield, le Racing Club de Avellaneda, le Quilmes AC, le CA Independiente, le Colón de Santa Fe, le LDU Quito ...
Il marque un but de la main contre Vélez Sarsfield lorsqu'il joue au Colón de Santa Fe.
Lors d'une rencontre entre Chacarita Juniors et Independiente, match comptant pour le tournoi d'ouverture argentin 2004, il marque un but avec ses fesses. [réf. nécessaire]
Claudio Graf remporte la Copa Sudamericana et la Recopa Sudamericana en 2009 avec le LDU Quito.

## Palmarès
- Vainqueur de la Copa Sudamericana en 2009 avec le LDU Quito
- Vainqueur de la Recopa Sudamericana en 2009 avec le LDU Quito